# VV Heerenveen in het seizoen 1954/55
Het seizoen 1954/1955 was het eerste jaar in het bestaan van de Heerenveense betaaldvoetbalclub Heerenveen. De club kwam uit in de Eerste klasse B en eindigde daarin op de 11e plaats, dit betekende dat de club in het nieuwe seizoen uitkwam op het één-na-hoogste voetbalniveau Eerste klasse.

## Wedstrijdstatistieken

### Eerste klasse A(afgebroken)
|       | AGOVV | Blauw-Wit | DWS   | Elinkwijk | GVAV | Haarlem | HVC | Leeuwarden | Sportclub Enschede | Vitesse | VSV | Wageningen |
| ----- | ----- | --------- | ----- | --------- | ---- | ------- | --- | ---------- | ------------------ | ------- | --- | ---------- |
| Thuis | –     | –         | –     | 3 – 0     | –    | 3 – 1   | –   | 3 – 2      | 3 – 0              | –       | –   | –          |
| Uit   | 3 – 3 | 0 – 2     | 2 – 2 | 2 – 1     | –    | –       | –   | –          | –                  | 3 – 2   | –   | –          |

### Eerste klasse B
|       | ADO   | Brabantia | DWS   | EDO   | Elinkwijk | Fortuna '54 | Heracles | Rigtersbleek | Sittardia | Sparta | SVV   | Wageningen | Willem II |
| ----- | ----- | --------- | ----- | ----- | --------- | ----------- | -------- | ------------ | --------- | ------ | ----- | ---------- | --------- |
| Thuis | 2 – 1 | 6 – 1     | 0 – 1 | 1 – 5 | 1 – 1     | 1 – 4       | 6 – 0    | 1 – 5        | 2 – 2     | 3 – 6  | 4 – 4 | 4 – 2      | 1 – 1     |
| Uit   | 4 – 1 | 2 – 1     | 1 – 2 | 6 – 0 | 1 – 3     | 4 – 0       | 0 – 4    | 1 – 5        | 3 – 2     | 6 – 0  | 2 – 3 | 1 – 3      | 2 – 2     |

## Statistieken Heerenveen 1954/1955

### Eindstand Heerenveen in de Nederlandse Eerste klasse B 1954 / 1955
| Stand | Gespeeld | Gewonnen | Gelijk | Verloren | Punten | Doelpunten voor | Doelpunten tegen |
| ----- | -------- | -------- | ------ | -------- | ------ | --------------- | ---------------- |
| 11e   | 26       | 9        | 5      | 12       | 23     | 56              | 68               |

### Eindstand Heerenveen in de Nederlandse Eerste klasse A 1954 / 1955 (afgebroken)
| Stand | Gespeeld | Gewonnen | Gelijk | Verloren | Punten | Doelpunten voor | Doelpunten tegen |
| ----- | -------- | -------- | ------ | -------- | ------ | --------------- | ---------------- |
| 3e    | 9        | 5        | 5      | 2        | 15     | 22              | 13               |

### Topscorers
| #              | Naam                      | Goal |
| -------------- | ------------------------- | ---- |
| 1.             | Abe Lenstra               | 21   |
| 2.             | Marten Brandsma           | 15   |
| 3.             | Germ Hofma                | 8    |
| 4.             | Wim Molenaar              | 4    |
| 5.             | Henk van der Oord         | 3    |
| 6.             | Cor Blauw                 | 2    |
| 7.             | Atze van der Meer         | 1    |
| 7.             | Sjoerd Veenstra           | 1    |
| Eigen doelpunt |                           |      |
| –              | Philip Paauwe (Sittardia) |      |
| Totaal         | Totaal                    | 56   |

| #              | Naam                    | Goal |
| -------------- | ----------------------- | ---- |
| 1.             | Abe Lenstra             | 8    |
| 2.             | Marten Brandsma         | 5    |
| 3.             | Wim Molenaar            | 4    |
| 4.             | Henk van der Oord       | 2    |
| 5.             | Germ Hofma              | 1    |
| 5.             | Klaas Ringia            | 1    |
| Eigen doelpunt |                         |      |
| –              | Cees de Voogd (Haarlem) | 1    |
| Totaal         | Totaal                  | 22   |